# Mauritania Airlines
Mauritania Airlines — национальный перевозчик Мавритании. Базируется в Международном аэропорте Нуакшота.
Авиакомпания Mauritania Airlines была создана в 2010 году, после прекращения деятельности авиакомпании Mauritania Airways. Изначально авиакомпания называлась Mauritania Airlines International, но сменила название в апреле 2018 года.
26 декабря 2017 года состоялся первый полёт самолёта Boeing 737 MAX с регистрационным номером 5T-CLJ. Mauritania Airlines — первая из африканских авиакомпаний получивших самолёт этого типа.
28 марта 2019 года авиакомпания приобрела Embraer E175, став первой среди африканских авиакомпаний владелицей самолёта данного типа.
В марте 2019 авиакомпания всё ещё не стала рентабельной. Существенной проблемой стал рост цен на топливо.

## Флот
| Тип ВС           | Эксплуатируется | Заказано | Вместимость | Вместимость | Вместимость | Примечания |  |
| Тип ВС           | Эксплуатируется | Заказано | C           | Y           | Всего       | Примечания |  |
| ---------------- | --------------- | -------- | ----------- | ----------- | ----------- | ---------- |  |
| Boeing 737-500   | 2               | —        | 16          | 144         | 160         |            |  |
| Boeing 737-700   | 1               | —        |             |             | 115         |            |  |
| Boeing 737-800   | 1               | —        | 16          | 144         | 160         |            |  |
| Boeing 737 MAX 8 | 1               | —        | 16          | 144         | 160         |            |  |
| Embraer ERJ145LR | 1               | —        | —           | 50          | 50          |            |  |
| Embraer 175LR    | 2               | —        |             |             | 76          |            |  |
| Total            | 6               | 0        |             |             |             |            |  |